# 奥特曼海外版权争议
奥特曼海外版權爭議，指由日本特摄片《奥特曼》系列因版权转让合同所产生的著作权纠纷，泰国导演辛波特·桑登猜主张圆谷英二之子圆谷皋曾于1976年将奥特曼早期9部作品在日本以外的全球著作权转让给他，而圆谷公司则主张辛波特的转让合同係伪造。圆谷一方和辛波特一方（2008年后变为接受其权利转让的日本UM公司）及双方代理商、合作方在泰国、日本、中国、美国开展了一系列著作权诉讼。
日本和中国裁定转让合同有效，而泰国和美国裁定转让合同无效。

## 背景与纠纷起源
1960年代初，圆谷英二创立特技摄影技术，并于1966年首次制作“奥特曼”人物形象作品。泰国人辛波特·桑登猜于1960年代到日本学习广告摄影，曾在圆谷英二的圆谷企业株式会社工作，与圆谷英二之子圆谷皋有交往。
1973年，圆谷皋继承圆谷公司。由于商业投资失败和经营不善，圆谷公司陷入财政危机。圆谷公司向辛波特·桑登猜寻求帮助，桑登猜从圆谷公司购买奥特曼的使用权和聘请圆谷公司员工的形式拍摄特摄电影《钟寺巨人与詹伯A》和《猴王大戰七超人》。
1995年年底，圆谷皋去世的几天后，辛波特向圆谷公司发出律师信，称圆谷皋从辛波特借款2亿日元，但由于陷入财政危机的圆谷公司无力偿还，因此圆谷皐于1976年将《猴王大戰七超人》、《巨人与詹伯A的故事》、《奥特Q》、《初代奥特曼》、《奥特赛文》、《杰克奥特曼》、《艾斯奥特曼》以及《泰罗奥特曼》等9部作品在日本以外的全球著作权无限期地转让给辛波特（该转让书被称为《1976年合同》）。
由于圆谷皋生前从未对其他人说过此事，时任圆谷社长圆谷一夫要求辛波特先提供《1976年合同》的复印件，但辛波特坚持要求圆谷承认《1976年合同》存在，否则不予出示。1996年7月23日，圆谷一夫签发一份道歉信，内容是因不知合同存在一事而导致的麻烦表示歉意。在收到致歉函件后，辛波特向圆谷发去《1976年合同》复印件。圆谷公司在获得《1976年合同》复印件后，声称辛波特提供的《1976年合同》涉嫌造假，《1976年合同》有很多拼写错误，且圆谷皋的签名真实性存疑。但辛波特以圆谷一夫签发的道歉信，宣称圆谷在法理上已经承认《1976年合同》。

## 授权和转让
2002年，广州锐视公司从采耀公司购买昭和系列奥特曼在中国大陆地区的独占使用权进行商业活动，包括发行音像制品、出版图书、举办展览、生产售卖玩具等，有效期至2018年底。2008年12月24日，辛波特向日本的UM公司（UM Corporation）转让《1976年合同》所涉及的各项权利。UM公司将《1976年合同》授权于香港TIGA公司，香港TIGA公司转授权于蓝弧动画。2014年，UM公司将《宇宙英雄奥特曼》、《赛文奥特曼》和《奥特Q》的海外经销权交于美国Verdana娱乐公司。2016年，奇奥天尊称该公司获得UM公司授权。
另一方面，圆谷株式会社为拓展大中华地区业务，1991年与中国唱片公司及美国Ultracom合资，在上海成立兹普拉亚动画制作有限公司（“兹普拉亚”系对圆谷一词罗马音Tsuburaya的音译），1995年更名为上海圆谷策划有限公司。受到此前日本最高法院判决圆谷败诉的影响，2008年11月上海圆谷宣布破产解散，并将在华业务全权转让给2002年在长宁区成立的世纪华创公司。2014年9月，世纪华创在上海自贸区成立新创华公司（英文简称沿用世纪华创的SCLA），接管世纪华创代理的圆谷业务，同年底世纪华创注销法人登记，完成业务流转。
目前奇奥天尊和新创华各自在中国大陆地区授权中小玩具厂商制造奥特曼品牌玩具，但也互相指责对方侵权。由于UM公司在泰国和美国败诉，圆谷成功收回两国版权业务。

## 诉讼

### 泰国
1997年，圆谷在泰国起诉辛波特。2000年，泰国一审法院判定《1976年合同》真实有效。
2004年，圆谷再次向泰国法院发起诉讼。2008年2月5日，泰国最高法院认定《1976年合同》系伪造。2011年，辛波特因伪造合同冒充被授权人，侵害圆谷作品著作权，被泰国法院判处有期徒刑5年。
2020年9月21日，泰国最高法院驳回辛波特的上诉请求。

### 日本
圆谷公司在2001年、2003年、2004年向日本东京区法院、日本东京高等法院、日本最高法院提起诉讼，但均裁定《1976年合同》真实有效。日本东京区法院认定，《1976年合同》带有印章，而印章在日本具有法律效力，故而法院宣判圆谷败诉。日本东京高等法院依旧认定该合同真实有效，驳回圆谷公司的上诉请求。日本最高法院以文件上的印章同印章原件放大一千倍对比后印章基本一致，以及圆谷一夫签发的道歉信作为圆谷公司承认该合同的证据，判决《1976年合同》有效，驳回了再审申请。
2006年5月18日，采耀向东京地方法院对圆谷发起诉讼，称圆谷侵犯其在日本以外地区的奥特曼专有权，要求圆谷赔偿12.5亿日元（后来金额减少到1亿日元）。2010年9月30日，东京地方法院作出判决，判令圆谷赔偿1600万日元。
2011年7月27日，知识产权高等法院称在1998年，采耀以放弃泰国境外的奥特曼独家使用权为条件，从万代处获得1亿日元。法院以此作出有利于圆谷的判决，撤销一审判决，驳回采耀的诉讼请求。
2012年4月26日，最高法院第一小法庭作出不受理采耀上诉的决定。

### 中国大陆
2005年9月30日，采耀公司将圆谷公司、上海圆谷公司、广州购书中心、上海音像出版社以侵害其著作权为由，向中华人民共和国广州市中级人民法院提起诉讼。2009年11月，中华人民共和国广州市中级人民法院认定《1976年合同》无效。采耀公司不服判决提出上诉，2010年10月25日，广东省高级法院以圆谷一夫的道歉信为依据，不采信泰国法院出具的合同属于伪造的鉴定结果，改判认定《1976年合同》有效。2013年9月29日，中华人民共和国最高人民法院确认《1976年合同》的真实有效性，驳回圆谷再审申请。
2015年12月1日，UM公司因电影《宇宙英雄之超银河传说》（该电影在2011年于中国公映）中登场的人物形象的商品化事宜，将圆谷公司及中国当地玩具销售公司作为被告向中国广州市天河区人民法院提起诉讼。2019年3月13日，UM公司撤回诉讼。
2017年，蓝弧文化基于UM公司授权而制作的动画电影《钢铁飞龙之再见奥特曼》。圆谷称影片出品方蓝弧动画、乐视影业涉嫌侵权，并进行起诉，2017年9月6日正式立案。2017年10月1日，该电影上映。但在开庭前两日的2018年2月5日，圆谷及其中国大陆版权代理商新创华文化提出撤诉，同日再次提起诉讼，此次除蓝弧文化外，还包括所有涉案电影的多个相关方也被列为被告，2018年3月2日正式立案。
2019年1月18日，蓝弧文化第二部奥特曼电影《钢铁飞龙之奥特曼崛起》上映。上映前的1月17日，圆谷称已向中国上海的法院起诉蓝弧，要求其立即停止篡改奥特曼形象等侵权行为。
2019年5月14日，南京雪糕网络公司以新创华向该公司投诉侵权为由，向珠海市中级人民法院起诉奇奥天尊，市中院以奇奥天尊授权链完整为由驳回诉讼。
2020年7月8日，圆谷宣布在与《钢铁飞龙之再见奥特曼》的官司中一审胜诉。
2022年1月14日，圆谷宣布在2021年1月以奇奥公司擅自授权天津宝艺公司制作《奥特曼：宇宙之光》舞台剧的侵权行为向北京市朝阳区人民法院提起诉讼，法院认定其构成侵权，要求其停止侵权行为，发布声明并赔偿400万元人民币。但随后奇奥天尊就同案上诉北京知识产权法院，2024年6月28日该院援引2013年最高法判决，认定奇奥天尊授权合法有效，原朝阳区法院判决事实不成立，亦毋需赔偿及进一步澄清了1976年合同的授权范围（唯宝艺公司仍应就不在76合同授权范围的涉及《奥特曼N/A》部分内容向圆谷及新创华书面道歉）。
2022年8月3日，新创华诉讼千淘猫公司侵权案被广东省高级人民法院驳回，该院同时否定后述美国法院判决在中国境内的法律效力，并认为添加披风的奥特曼不具备独创性。随后奇奥天尊反诉新创华授权的卡游公司奥特曼卡牌侵权，2023年2月17日判决奇奥天尊胜诉。
2022至2024年间，圆谷曾3次在中国境内尝试起诉奇奥天尊及其代理商，后因证据不足均告撤诉。

### 美国
2015年5月，UM公司向美国法院提起诉讼，称获得其授权的Verdana把《初代奥特曼》、《赛文奥特曼》和《奥特Q》卖给Youtube播放，圆谷却擅自将全部奥特曼剧集在Youtube上放映，并要求Verdana撤下自己的剧集部分，圆谷的行为是不合法。
2017年11月，美国洛杉矶联邦地区法院宣判圆谷胜诉。
2018年4月18日，美国加利福尼亚中央地方法院宣判圆谷胜诉。
2019年12月5日，美国联邦第九巡回上诉法院经审判驳回了UM公司的上诉。
2020年3月，圆谷公司称，UM公司在上诉期限中没有上诉，圆谷公司将会获得400万美元的赔偿。

### 各地诉讼现状
| 国家/地区 | 《1976年合同》有效性 | 判决法院                       | 判决时间       | 备注          |
| --------- | -------------------- | ------------------------------ | -------------- | ------------- |
| 日本      | 有效                 | 日本国东京地方裁判所           | 2003年2月28日  | [ 22 ]        |
| 日本      | 有效                 | 日本国东京高等裁判所           | 2003年12月10日 | [ 22 ]        |
| 日本      | 有效                 | 日本国最高裁判所               | 2004年4月27日  | [ 22 ]        |
| 泰國      | 有效                 | 泰国中央知识产权与国际贸易法院 | 2000年4月4日   | [ 22 ]        |
| 泰國      | 有效                 | 泰国最高法庭                   | 2003年3月      |               |
| 泰國      | 无效                 | 泰国中央知识产权与国际贸易法院 | 2007年4月      | [ 40 ]        |
| 泰國      | 无效                 | 泰国最高法庭                   | 2008年2月5日   | [ 22 ]        |
| 中国大陆  | 无效                 | 中国广东省广州市中级人民法院   | 2009年11月     | [ 1 ]         |
| 中国大陆  | 有效                 | 中国广东省高级人民法院         | 2010年10月25日 | [ 22 ]        |
| 中国大陆  | 有效                 | 中国最高人民法院               | 2013年9月29日  | [ 22 ]        |
| 美国      | 无效                 | 美国洛杉矶联邦地区法院         | 2017年11月20日 | [ 41 ] [ 42 ] |
| 美国      | 无效                 | 美国加利福尼亚中央区地方法院   | 2018年4月18日  | [ 38 ]        |
| 美国      | 无效                 | 美国联邦第九巡回上诉法院       | 2019年12月5日  | [ 43 ] [ 44 ] |

## 相关产品

### 影视作品
2001年9月，泰国采耀公司（辛波特为采耀公司老板）公布奥特曼角色“千禧奥特曼”（Ultraman Millennium），采耀公司将围绕着千禧奥特曼推出真人电视剧、电影、卡通动画片和4D舞台剧。直至2004年，只有4D舞台剧顺利面世。
2005年5月24日，泰国采耀公司宣布将联合深圳玩具厂商先端玩具与广州锐视文化，共同制作一部52集电视剧《Project Ultraman》。《Project Ultraman》将会有三位原创奥特曼正式出场，分别是千禧奥特曼、精锐奥特曼（Ultraman Elite）、黑暗奥特曼（Ultraman Dark），郑伊健将会作为主演之一，于剧中饰演精锐奥特曼的人间体。在泰国二审后，泰国法院责令采耀公司立即将《Project Ultraman》的相关资源连同三位采耀系原创奥特曼的文化衍生产物尽数销毁。
2017年10月，中国蓝弧动画制作2D/3D动画电影《钢铁飞龙之再见奥特曼》在中国内地上映，由蓝弧动画、乐视影业出品，鱼子酱文化联合出品。2018年，蓝弧动画制作的电视动画片《钢铁飞龙2奥特曼力量》播出。2018年，《鋼鐵飛龍之再見奥特曼》续集《鋼鐵飛龍之奥特曼崛起》在广电总局备案并且同意拍摄。《钢铁飞龙之奥特曼崛起》于2019年1月12日在深圳试映，在1月13日于北京举办首映礼，将于1月18日在中国大陆公映。

### 主题公园
2005年，采耀公司宣布将投资逾2530万美元，在泰国大城建设采耀奥特曼主题公园，预计在2006年6月开建，2009年开门营业。在泰国二审后，采耀公司正在建设中的采耀奥特曼主题公园被无限期叫停。

## 影响
根据《头号玩家》小说作者兼电影编剧恩斯特·克莱恩的说法，《头号玩家》剧组曾就初代奥特曼的形象使用权接洽过圆谷公司，圆谷公司表示非常期待初代奥特曼能在电影里出场，但圆谷公司和UM公司就奥特曼海外版权问题有法律纠纷，《头号玩家》剧组只得作罢。